# Kamenska Gora
Kamenska Gora (nemško Steinerberg) je naselje v Občini Škocjan v Podjuni v Okraju Velikovec na Koroškem v Avstriji.